# Trigonotis hirsuta
Trigonotis hirsuta är en strävbladig växtart som beskrevs av Van Steenis. Trigonotis hirsuta ingår i släktet Trigonotis och familjen strävbladiga växter. Inga underarter finns listade i Catalogue of Life.